# Onațkî, Dîkanka
Onațkî (în ucraineană Онацьки) este un sat în comuna Vodeana Balka din raionul Dîkanka, regiunea Poltava, Ucraina.

## Demografie
Componența lingvistică a localității Onațkî
     Ucraineană (100%)
Conform recensământului din 2001, toată populația localității Onațkî era vorbitoare de ucraineană (100%).